# Ramsden (cràter)
Ramsden és un cràter d'impacte de la Lluna localitzat al tram occidental del Palus Epidemiarum. A l'est-sud-est està situat el cràter Capuanus, i al nord es troba el cràter Dunthorne.

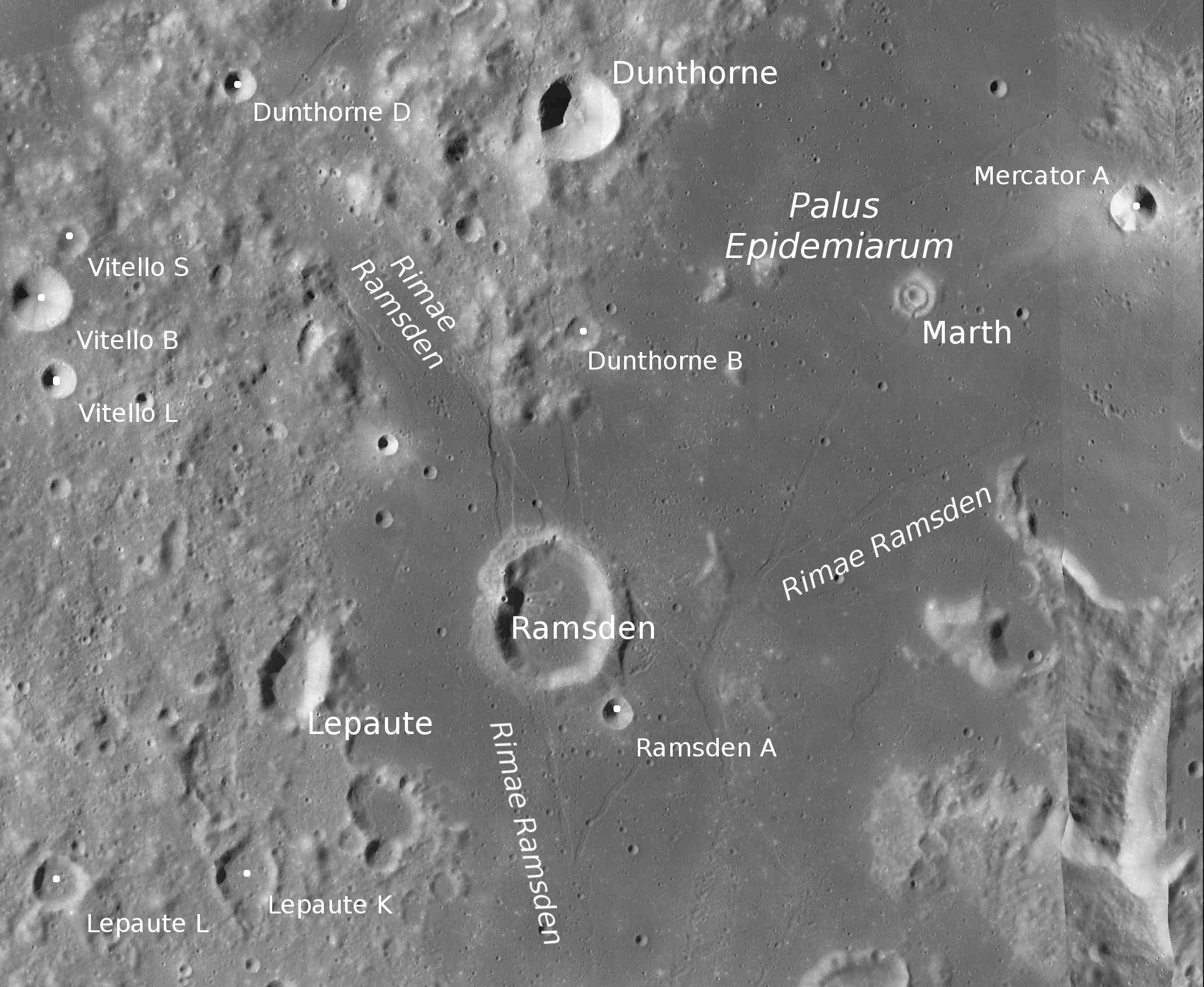
Localització de Ramsden (centre de la imatge)
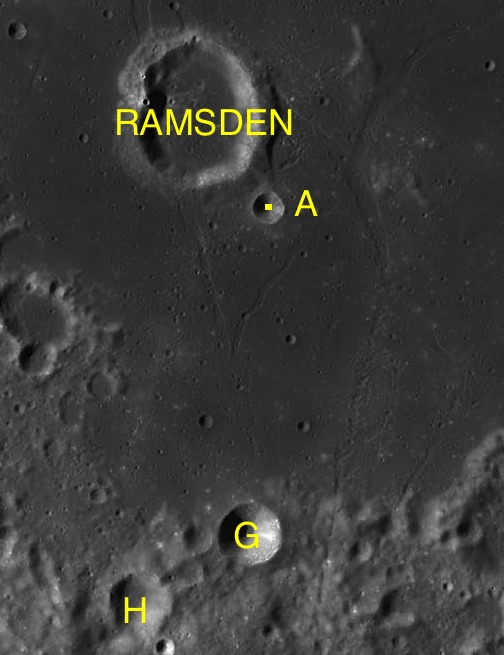
Cràters satèl·lit
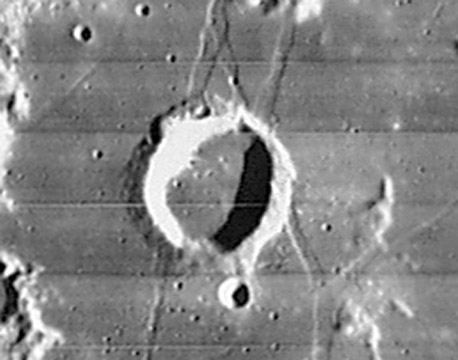
Imatge de la missió Lunar Orbiter 4

La plataforma del cràter està inundada per antigues colades de lava, i conté diversos cràters petits. La vora és una mica ovalada i irregular al seu contorn, amb depressions a les parets del nord i del sud. Presenta una rampa suau, però no té terrasses, ni un pic central, ni un sistema de marques radials.
El cràter jeu directament sobre un sistema d'esquerdes profundes anomenades Rimae Ramsden. Comprèn una àrea de 130 km expandint-se sobre el Palus Epidemiarum occidental. Una branca arriba al nord-oest de la Mare Nubium, passant entre els cràters Campanus i Mercator.

## Cràters satèl·lit
Per convenció aquests elements són identificats en els mapes lunars posant la lletra en el costat del punt central del cràter que està més proper a Ramsden.
| Ramsden | Coordenades                          | Diàmetre |
| ------- | ------------------------------------ | -------- |
| A       | 33° 24′ S, 31° 18′ O / 33.4°S,31.3°O | 5 km     |
| G       | 35° 18′ S, 31° 36′ O / 35.3°S,31.6°O | 11 km    |
| H       | 35° 42′ S, 32° 24′ O / 35.7°S,32.4°O | 11 km    |